# Румянцева, Кристина Сергеевна
Кристина Сергеевна Румянцева (род. 24 мая 1988, Куйбышев) — российская дзюдоистка, чемпионка и призёр чемпионатов России, призёр чемпионата Европы, призёр летней Универсиады 2011 года, мастер спорта России. Проживает в Самаре. Выступает за клуб ЦСК ВВС (Самара). Член сборной команды страны с 2008 года.

## Спортивные результаты
- Чемпионат России по дзюдо 2007 года — ;
- Чемпионат России по дзюдо 2010 года — ;
- Чемпионат России по дзюдо 2012 года — ;
- Чемпионат России по дзюдо 2013 года — ;
- Чемпионат России по дзюдо 2015 года — ;
- Чемпионат России по дзюдо 2016 года — ;
- Чемпионат России по дзюдо 2017 года — ;